# 長澤榮治
長澤 榮治（ながさわ えいじ、1953年4月 - ）は、日本の政治学者。東京大学東洋文化研究所西アジア研究部門名誉教授。専門はエジプト社会経済史。山梨県出身。

## 略歴
1976年東京大学経済学部経済学科卒業。その後アジア経済研究所、東京大学東洋文化研究所助教授、日本学術振興会カイロ研究連絡センター長を経て東大東洋文化研究所教授。2019年定年退任、名誉教授となる。

## パレスチナ研究
長澤はエジプトだけではなくパレスチナに関しても深く研究しており、研究活動だけではなく在野の市民活動家とともにシンポジウムも定期的に行っている。

## 著書
- "Modern Egypt through Japanese eyes : a study on intellectual and socio-economic aspects of Egypt nationalism". Merit Publishing House, 2009
- 『アラブ革命の遺産　エジプトのユダヤ系マルクス主義者とシオニズム』平凡社、2012年
- 『エジプト革命　アラブ世界変動の行方』平凡社新書、2012年
- 『エジプトの自画像 ナイルの思想と地域研究』平凡社、2013年
- 『近代エジプト家族の社会史』東京大学出版会, 2019

### 共編
- 『地域への展望 (地域の世界史)木村靖二共編. 山川出版社, 2000
- 『中東と日本の針路 「安保法制」がもたらすもの』栗田禎子共編. 大月書店, 2016
- 『現代中東を読み解く アラブ革命後の政治秩序とイスラーム』後藤晃共編著. 明石書店, 2016

## 参考
- 東京大学東洋文化研究所

## 脚註
1. ↑  『読売年鑑 2016年版』（読売新聞東京本社、2016年）p.333
2. ↑  「中東の社会変容と思想運動」
3. ↑  【緊急シンポジウム】エジプト政変でパレスチナはどう変わるのか